# Воспринимаемый контроль
В психологии, воспринимаемый контроль (ВК) — степень, в которой человек считает, что он контролирует себя и окружающие его место, людей, вещи, чувства и действия.
Существуют два важных измерения:
- находится ли объект контроля в прошлом или будущем;
- является ли объект контроля результатом, поведением или процессом.

## История
Когнитивная революция, которая завершилась примерно в 1940-х годах, значительно изменила психологию. Под влиянием идей Павлова и других физиологов, учёные обратили свой интерес в сторону наблюдаемого. Уйдя от субъективности, объективное исследование поведения стало надёжным и доступным. Эта революция способствовала развитию областей исследования воспринимаемого контроля. Стремление к достижению цели и человеческая мотивация стали важными во многих теориях. В 1959 году Роберт У. Уайт представил теорию «мотивация эффектов», в которой стремление человека к контролю объясняется врождённой потребностью уметь справляться с ситуацией и получением контроля над окружающей средой.
В 1966 году Джулиан Роттер опубликовал работу «Обобщённые ожидания для внутреннего и внешнего контроля подкрепления», в которой впервые был использован термин «воспринимаемый контроль». Его работа оказала влияние на множество дисциплин, включая психологию, социологию, экономику и здравоохранение. После его публикации научные работы, посвящённые его концепции воспринимаемого внутреннего контроля, в основном разделились на две ветви. Одна из них считала, что воспринимаемый контроль является фиксированной чертой личности, и поэтому относится к таким понятиям, как самоэффективность и компетентность, другая говорила о воспринимаемом контроле как о когнитивном процессе, на который влияют подсказки из окружающей среды, которыми можно систематически манипулировать. Это относится к таким понятиям, как иллюзия контроля, выученная беспомощность и осознанность.
Роттер в 1965 году писал: «Ряд исследований обеспечивает сильную поддержку гипотезам о том, что индивид, который имеет сильную веру в то, что он:
- Контролирует свою судьбу, скорее всего, внимателен к тем аспектам окружающей среды, которые предоставляют полезную информацию для будущего поведения;
- Предпримет шаги для улучшения условий окружающей среды;
- Будет придавать большее значение навыкам или достижению подкрепления и в целом более обеспокоен своими способностями, особенно неудачами;
- Сопротивляется тонким попыткам повлиять на него».

С этой точки зрения воспринимаемый контроль можно рассматривать либо как черту личности, либо как когнитивный процесс, который в любом случае способствует функционированию и выживанию.

### Историческое исследование
В 1975 году Мартин Э. П. Селигман ввёл термин «выученная беспомощность». Термин Селигмана описывает, что воспринимаемый контроль над ситуацией приводит к определённому результату поведения. Селигман сталкивал собак с ситуацией, сопровождавшейся полным отсутствием воспринимаемого контроля, что в конечном итоге заставляло собак поддаваться ситуации. Они научились пассивности, беспомощности. Селигман перенёс свои эксперименты на людей, предположив, что воспринимаемый контроль связан с развитием, например, депрессии.
Исследование Шульца и Хансуа о воспринимаемом контроле фокусируется на причинно-следственных связях между собственным контролем человека и его психологическим и физиологическим благополучием, а не только на корреляции этих факторов. В исследовании, проведённом в 1978 году, участники, живущие в доме престарелых, должны были получить контроль или потерять его. Они могли либо сами решать, когда они хотят, чтобы к ним приходили студенты, либо не имели никакого влияния на составление графика визита студентов. Результаты показали, что пенсионеры, имеющие контроль над тем, когда к ним будут приходить посетители, чувствовали себя лучше и были здоровее, чем пенсионеры из группы «без влияния». Данное исследование описывает воспринимаемый контроль как когнитивный процесс, который манипулирует здоровьем и мотивацией человека.
Поэтому самоэффективность является важным фактором, влияющим на эффективность воспринимаемого контроля. Блиттнер, Голдберг и Мербаум в 1978 году рассуждали, что только если человек верит в свои способности и успех, он может работать лучше или изменить поведение.
Исследование, проведённое Састри и Россом в 1998 году, показало, что существуют культурные различия и в отношении воспринимаемого контроля. Согласно исследователям, люди, живущие в западных странах, считают воспринимаемый контроль более важным, чем азиаты. Кроме того, азиаты не проводят связи между воспринимаемым контролем и психическим благополучием. Это различие объясняется разной направленностью культур. Западная культура ценит индивидуализм и личный успех, что приводит к тому, что люди испытывают желание контролировать собственные процессы и результаты. Люди более склонны понимать воспринимаемый контроль как черту личности.

## Научные модели

### Двухпроцессная модель воспринимаемого контроля
«Двухпроцессная модель воспринимаемого контроля» была впервые предложена Ротбаумом, Вайсцем и Снайдером. Согласно двухпроцессной модели, люди пытаются обрести контроль не только путём приведения окружающей среды в соответствие со своими желаниями (первичный контроль), но и путём приведения собственных желаний в соответствие с силами окружающей среды (вторичный контроль).
Рассматриваются четыре проявления вторичного контроля:
1. Атрибуция сильно ограниченных способностей может служить для усиления прогностического контроля и защиты от разочарований.
2. Приписывание случайности может отражать иллюзорный контроль, поскольку люди часто воспринимают случайность как личную характеристику, схожую со способностями («удача»).
3. Атрибуция влиятельным другим позволяет осуществлять викарный контроль, когда человек идентифицирует себя с этими другими.
4. Все предыдущие атрибуции могут способствовать интерпретативному контролю, при котором человек пытается понять и извлечь смысл из неконтролируемых событий, чтобы принять их.

### Четырёхфакторная модель воспринимаемого контроля
В декабре 1989 года Фред Б. Брайант опубликовал результаты своего исследования, представив свою «четырёхфакторную модель воспринимаемого контроля». Он сослался на двухпроцессную модель, предложенную Ротбаумом и др., которая гласит, что контролирующие реакции людей классифицируются как попытки изменить мир (то есть первичный контроль) или попытки изменить себя, чтобы соответствовать миру (то есть вторичный контроль). Брайант добавил к этой модели ещё два фактора: позитивный и негативный опыт. Объяснил, что воспринимаемый контроль возникает в результате самооценки своей способности:

#### Избегание— Первично-негативный контроль
Избегание, по словам Брайанта, определяется как «воспринимаемая способность избегать негативных результатов».
- Степень личного контроля над плохими событиями,
- Частота, с которой происходят плохие события,
- Вероятности того, что плохие события произойдут.

#### Преодоление — вторично-негативный контроль
Преодоление определяется как «воспринимаемая способность справляться с негативными последствиями».
- Способность справляться с плохими вещами,
- Насколько сильно человека беспокоят плохие вещи,
- Как долго плохие вещи влияют начувства.

#### Приобретение — Первично-положительный контроль
Получение определяется как «воспринимаемая способность получать положительные результаты».
- Степень личного контроля над хорошими вещами,
- Личная ответственности за хорошие вещи,
- Частота, с которой происходят хорошие вещи,
- Вероятности того, что хорошие вещи произойдут.

#### Наслаждение— вторично-положительный контроль
Наслаждение определяется как «воспринимаемая способность смаковать положительные результаты».
- Способности наслаждаться хорошими вещами,
- Насколько сильно человека радуют хорошие вещи,
- Как долго хорошие вещи влияют на чувства,
- Частота «ощущения себя на вершине мира»,
- Частота ощущения радости.

## Применение и клиническая перспектива
В исследовании, проведённом Уоллстон и др. (1997), было заявлено, что воспринимаемый контроль может влиять на здоровье в двух сознательных формах: поведение в отношении здоровья (например, здоровое питание) и состояние здоровья (например, ожирение). Кроме того, воспринимаемый контроль может влиять на здоровье и в бессознательной форме, воздействуя непосредственно на физиологические процессы, как доказал Родин (1986). Он утверждает, что внутренние события, такие как непредсказуемость и потеря контроля, могут влиять на катехоламиновые, нейрогормональные и иммунные изменения.
Далее Уоллстон и др. объясняют, что существует также связь между локусом контроля и воспринимаемым контролем над состоянием здоровья. Локус контроля — понятие, разработанное Джулианом Б. Роттером в 1954 году, говорит, что человек может приписывать определённые события в своей жизни внутренне, поскольку он сам несёт за них ответственность, или внешне, поскольку за них ответственны внешние источники. Исследование, проведённое в 1984 году попытались выяснить, коррелируют ли индивидуальные различия в локусах контроля с величиной толерантности к физической нагрузке и критериями состояния здоровья у пациентов с лёгочными заболеваниями. Результаты показали, что интерналы с более высоким уровнем воспринимаемого контроля и эффективности имели более высокую толерантность к физической нагрузке и, в свою очередь, лучшее общее состояние здоровья. С другой стороны, в случае со здоровыми экстерналами не было обнаружено никакой связи между убеждениями в эффективности и результатами.
Было также несколько исследования о связи между воспринимаемым контролем и раком. Диагноз рака может значительно снизить уровень воспринимаемого контроля пациента. Было установлено, что сохранение контроля после постановки диагноза коррелирует с более низким уровнем психологического дистресса в течение нескольких месяцев после постановки диагноза, что указывает на то, что сохранение восприятия контроля «благоприятно для психологической адаптации к раку».